# Frontera entre Eslovaquia y la República Checa
La frontera entre Chequia y Eslovaquia es la frontera internacional que se extiende de oeste a este y separa el oeste de la República Eslovaca del este de la República Checa, ambos miembros de la Unión Europea, y signatarios de los acuerdos de Schengen. Fue creada el enero de 1993 después de la Revolución de Terciopelo y la separación pacífica de ambos estados.
Empieza en el trifinio entre Chequia, Eslovaquia y Polonia, y las ciudades más próximas en la frontera son Mosty (Chequia), Jaworzynka (Polonia) y Świerczynowiec (Eslovaquia). Acaba en el trifinio entre Chequia, Eslovaquia y Austria, cerca de las ciudades de Zlín, Vsetín, Hódonin (Chequia) y Žilina y Trenčín (Eslovaquia). Separa las regiones checas de Moravia Meridional, Zlín y Moravia Silesia de las regiones eslovacas de Trnava, Žilina y Trenčín.  